# Гришин, Евгений Анатольевич
Евге́ний Анато́льевич Гри́шин (род. 15 марта 1961, Казань) — руководитель секретариата Государственного Советника Республики Татарстан, член совета директоров компании «Татэнерго»; депутат Госдумы VI, VII созывов.

## Биография
Евгений Анатольевич Гришин родился 15 марта 1961 года в Казани. Отслужил в армии.
- 1987 год — Окончил Казанский финансово-экономический институт.
- 1987—1991 гг. — работал в Татарском обкоме ВЛКСМ: инструктором, заведующим сектором, начальником контрольно-ревизионной службы, заместителем управляющего делами по экономическим вопросам.
- 1991 год — начальник подотдела Госкомитета РТ по экономике и прогнозированию.
- 1991—1996 гг. — начальник отдела валютного регулирования и ценных бумаг министерства финансов РТ.
- С 1996 года работал советником Премьер-министра Республики Татарстан, начальником отдела экономики и финансов аппарата Кабинета Министров РТ.
- С августа 2007 г. — Государственный советник при Президенте Республики Татарстан по экономическим вопросам.
- 2010 год — Мастер делового администрирования (MBA) КГФЭИ.
- С марта 2010 г. — Помощник Президента Республики Татарстан по экономическим вопросам.
- С апреля 2010 года — заместитель руководителя секретариата Государственного Советника Республики Татарстан.
- С 21 декабря 2011 года по 5 октября 2016 года — депутат Госдумы 6 созыва.
- С января 2013 г. — руководитель секретариата Государственного Советника Республики Татарстан.
- 13 января 2021 года получил мандат депутата ГД РФ 7-го созыва из-за досрочного прекращения полномочий депутата Госдумы Федерального собрания РФ седьмого созыва Ирека Зиннурова[2].

Также, Евгений Анатольевич — член совета директоров компании «Татэнерго»[когда?].

## Личная жизнь
Женат, имеет двадцати однолетнюю дочь.

## Награды
Заслуженный экономист Республики Татарстан.